# Armengol VIII de Urgel
Armengol (o Ermengol) VIII de Urgel, conocido como el de Sant Hilari, (1158 - 1209), conde de Urgel (1184-1209). Era hijo del conde Armengol VII y de su esposa, Dulce de Foix.

## Biografía
Aproximadamente en 1176 se casó con Elvira Núñez de Lara, con la que tuvo una única hija Aurembiaix.
Durante su reinado se inició el declive de la casa de Urgel debido a los enfrentamientos frecuentes con los vizcondes de Áger.
En 1206 se abrió un periodo de desórdenes debido a las ambiciones de Guerau IV de Cabrera que aspiraba a la sucesión del condado frente a los derechos de su hija Aurembiaix.
Armengol VIII consiguió del rey Pedro II de Aragón el compromiso de ayudar a su viuda y de defender los derechos de su heredera.
Su hija Aurembiaix se convirtió en condesa de Urgel a su muerte y en 1212 contrajo matrimonio con Álvaro Pérez de Castro "el Castellano", señor de la Casa de Castro y bisnieto de Alfonso VII de León. El matrimonio de su hija fue anulado en 1228 y, posteriormente, contrajo matrimonio con Pedro I de Urgel.